# تدفق راديوي سريع

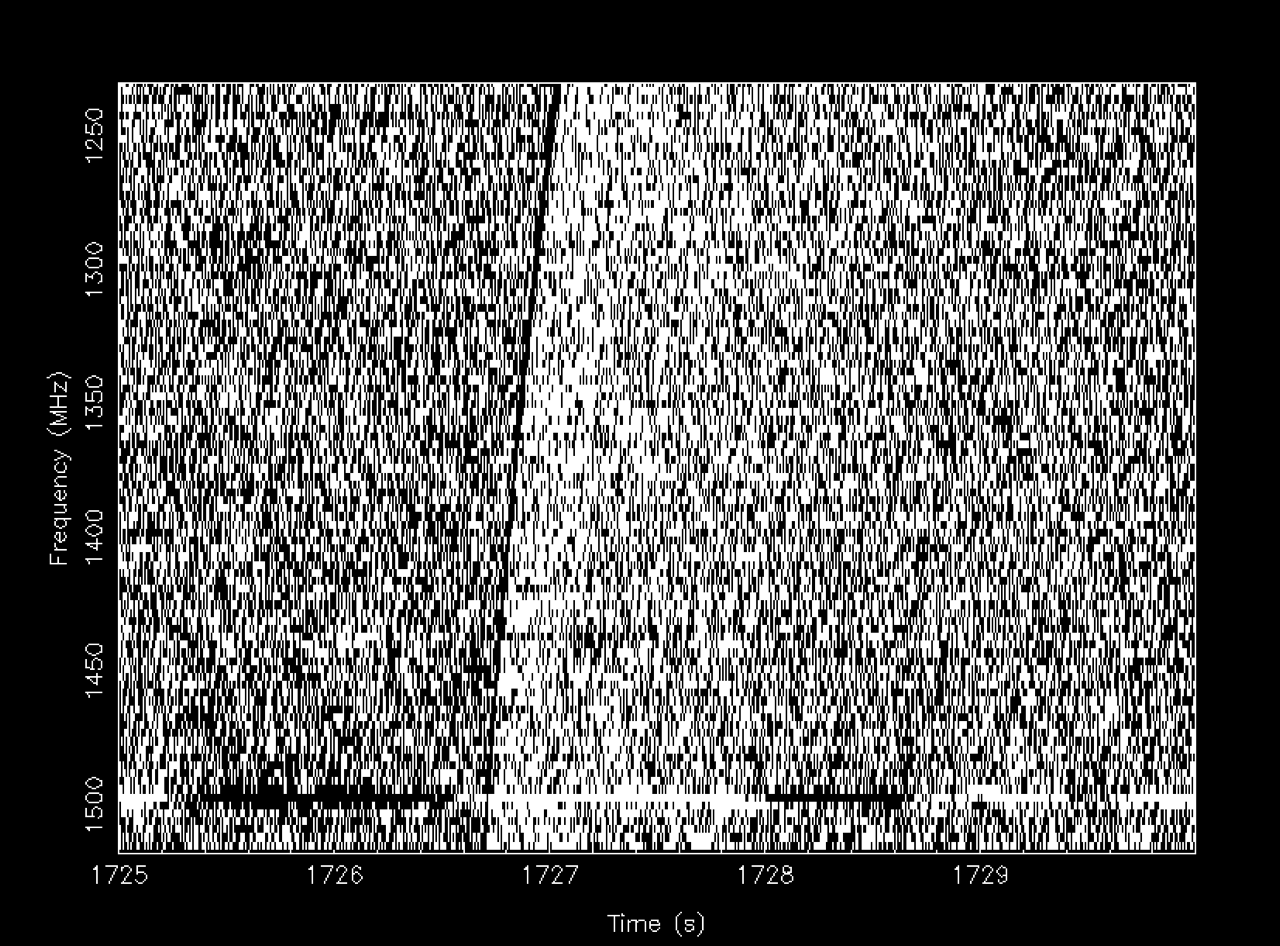

في علم الفلك الراديوي، التدفق الراديوي السريع (بالإنجليزية: Fast radio burst)‏ هو ظاهرة فلكية عالية الطاقة ذات أصل غير معروف تتجلى كنبضة راديوية عابرة تستمر بضعة ملي ثانية فقط.وعلى الرغم من أنها تدوم لميلي ثانية فقط، إلا أنها تولد طاقة بقدر 500 مليون شمس ، ويتوقع الباحثون أن حوالي 2000 من هذه الأجرام تضيء الكون كل يوم إلا إن رصد مثل هذه التدفقات عمليًا هو أمر في غاية الصعوبة.في عام 2016 رصد الباحثون 16 نبضة رايديوية سريعة وجميعها قادمة من نفس المصدر خارج مجرة درب التبانة. وفي اوائل عام 2017، تم رصد 6 نبضات إضافية من نفس المصدر، وتبين أنها قادمة من مجرة قزمة خافتة تقع على مسافة 3 مليارات سنة ضوئية. ولكن لم نتوصل بعد إلى ماهية تلك النبضات وكيفية تشكلها.

## الإكتشاف
اكتشفت التدفقات الراديوية السريعة لأول من قبل لوريمر وآخرون في عام 2007، على الرغم من أنها لوحظت بالفعل قبل ست سنوات في 24 يوليو 2001.، في البيانات الأرشيفية من مسح النباض في سحب ماجلان. وكان يطلق عليها اسم «انفجار لوريمر». ومنذ ذلك الحين، تم العثور على معظم التدفقات الراديوية السريعة المعروفة في البيانات المسجلة سابقا. وفي 19 كانون الثاني / يناير 2015، أفاد علماء الفلك في وكالة العلوم الوطنية الأسترالية (كسيرو) أنه قد رصد انفجار راديوي سريع مباشرة لأول مرة بواسطة مرصد باركيز.